# S/S Juno
S/S Juno är ett finländskt ångfartyg, som byggdes 1907 som S/S Astra av Borgå Mekaniska Verkstad i Borgå för J. Bäckström i Helsingfors.